# Chengamanad
Chengamanad là một thị trấn thống kê (census town) của quận Ernakulam thuộc bang Kerala, Ấn Độ.

## Nhân khẩu
Theo điều tra dân số năm 2001 của Ấn Độ, Chengamanad có dân số 29.775 người. Phái nam chiếm 49% tổng số dân và phái nữ chiếm 51%. Chengamanad có tỷ lệ 80% biết đọc biết viết, cao hơn tỷ lệ trung bình toàn quốc là 59,5%: tỷ lệ cho phái nam là 82%, và tỷ lệ cho phái nữ là 78%. Tại Chengamanad, 11% dân số nhỏ hơn 6 tuổi.